# Castillo de Lerés
Castillo de Lerés (en aragonais : Castiello de Lerés) est un village de la province de Huesca, situé à environ huit kilomètres au sud-sud-ouest de la ville de Sabiñánigo, à 740 mètres d'altitude.

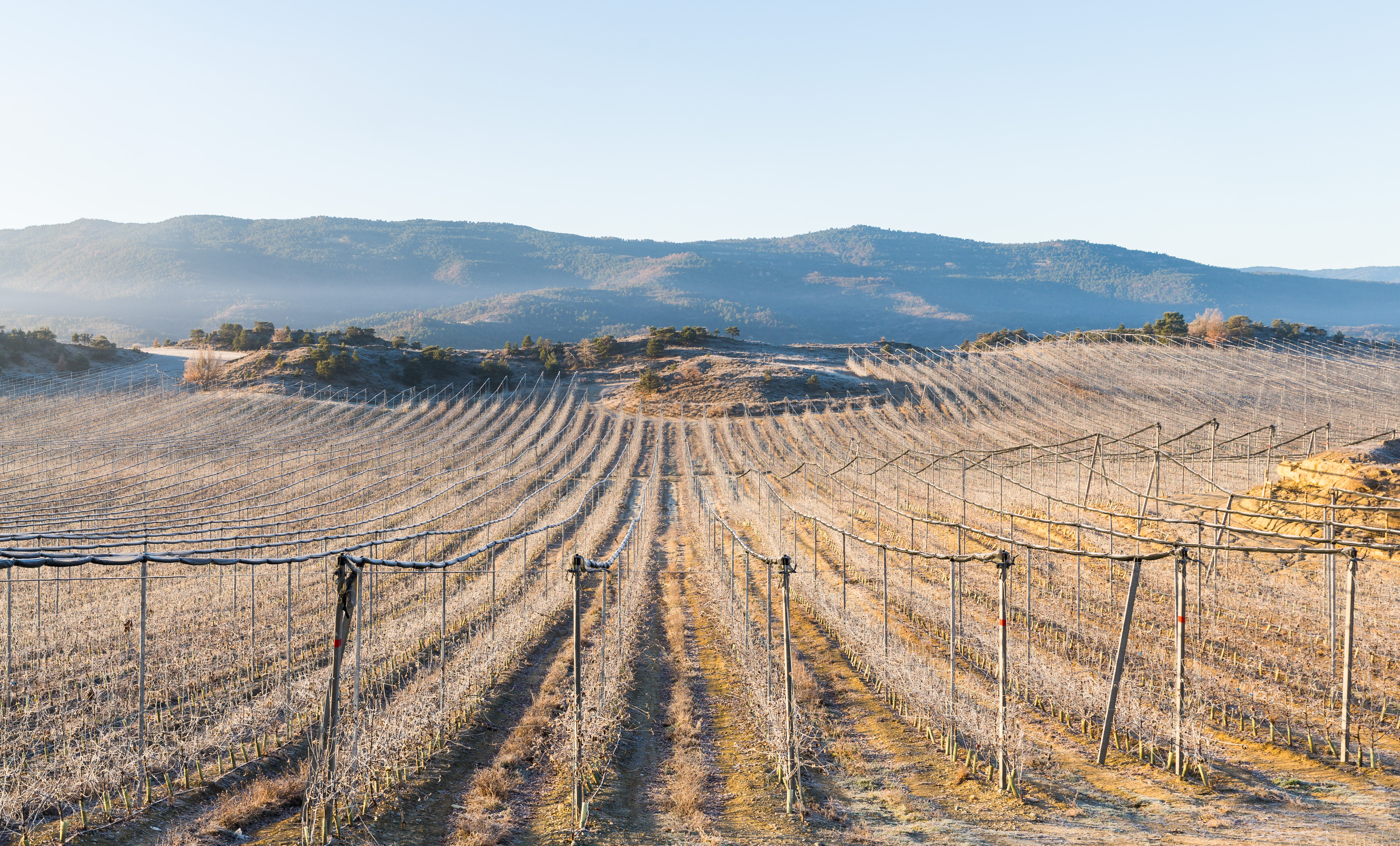
paysage près de Castillo de Lerés